# Suore di Nostra Signora del Ritiro al Cenacolo
Le Suore di Nostra Signora del Ritiro al Cenacolo (in latino Sorores Dominae Nostrae a Recessu Caenaculi) sono un istituto religioso femminile di diritto pontificio: le suore di questa congregazione, dette Dame del Ritiro, pospongono al loro nome la sigla R.C.

## Storia

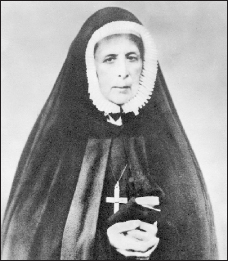
Teresa Couderc, fondatrice della congregazione

Nel 1826 padre Étienne Terme (1791-1832) aprì a Lalouvesc una casa per ospitare i pellegrini che si recavano in città per visitare la tomba di san Giovanni Francesco Régis: affidò la gestione dell'ostello a una comunità di suore (già insegnanti ad Ars) guidata da Marie-Victoire Couderc (1805-1885). Nel 1829 la Couderc cominciò a dare dei ritiri secondo il metodo degli esercizi spirituali di sant'Ignazio di Loyola: le sorelle si recavano anche nelle zone di montagna per insegnare il catechismo ai bambini.
Dopo la morte di Terme, i gesuiti assunsero la direzione delle suore. Nel 1835 la comunità di Lalouvesc venne separata dalla congregazione insegnante d'Ars e venne costituita in istituto autonomo: il vescovo di Viviers, Bonnel de la Brageresse, approvò le Suore del Ritiro con decreto dell'11 maggio 1836.
La congregazione ottenne il pontificio decreto di lode il 10 marzo del 1863 e venne approvata definitivamente dalla Santa Sede il 18 marzo 1870. Le sue costituzioni vennero approvate il 23 luglio 1886.
Marie-Victoire Couderc (in religione madre Teresa), beatificata nel 1951, è stata proclamata santa da papa Paolo VI il 10 maggio 1970.

## Attività e diffusione
Le suore si dedicano ai ritiri e agli esercizi spirituali, alla catechesi dei bambini e degli adulti e a tutte le forme di carità spirituale.
Sono presenti in Australia, Belgio, Bosnia ed Erzegovina, Brasile, Canada, Filippine, Francia, Irlanda, Italia, Madagascar, Nuova Zelanda, Paesi Bassi, Regno Unito, Singapore, Stati Uniti d'America e Togo: la sede generalizia è a Roma.
Al 31 dicembre 2005, la congregazione contava 547 religiose in 75 case.